# 九七式司令部偵察機
キ15 九七式司令部偵察機
九七式司令部偵察機一型（キ15-I）
- 用途：偵察機
- 分類：司令部偵察機（戦略偵察機）
- 設計者：河野文彦
- 製造者：三菱重工業
- 運用者：日本（陸軍）
- 初飛行：1936年
- 生産数：437機
- 生産開始：1936年
- 運用状況：退役

九七式司令部偵察機（きゅうななしきしれいぶていさつき）は、大日本帝国陸軍の偵察機。試作名称（機体計画番号。キ番号）はキ15。略称は九七式司偵、九七司偵、司偵など。連合軍のコードネームはBabs（バブス）。開発・製造は三菱重工業。
帝国陸軍初の司令部偵察機として、また事実上の世界初の戦略偵察機として支那事変最初期からノモンハン事件、太平洋戦争（大東亜戦争）初期にかけ、後続機の一〇〇式司令部偵察機の登場に至るまで活躍した。1937年（昭和12年）にイギリスロンドンへ飛んだ朝日新聞社の神風号としても知られる。

## 開発
1935年（昭和10年）、航研機操縦者として公式世界記録を樹立したことでも有名なテスト・パイロット、陸軍航空技術研究所の藤田雄蔵中佐らの提案により、速度だけを重視した新コンセプトの偵察機の開発を狙った陸軍は以下の要求事項と共に設計を三菱に特命した。
- 常用高度：2,000～4,000 m
- 行動半径：400 km以上
- 最大速度：450 km/h以上（高度3,000 m）

三菱では設計主務者を河野文彦技師として開発に着手し、操縦者の視界や自衛用の武装を犠牲にしても高速性を実現するため機体の空気抵抗を軽減させるという方針で設計を進めた。試作1号機は1936年（昭和11年）5月に完成し、陸軍で審査が行われた。その結果、最大速度は480km/h（高度4,400m）という高速を記録したが、前方視界不良や離陸距離の長いこと、着陸速度が速いことなどが問題点として指摘された。
これは本機が固定ピッチながらも最高速度でのプロペラ効率を追求し、低速での効率が低い事に起因する。刈谷正意によると1号機は可変ピッチプロペラを装備しており、高速特化固定ピッチと試験飛行で比較した結果の選択であるという。
一時は本機の不要論も出たが、陸軍が本機を司令部偵察機として暫定的に配備し更なる高性能機を開発するという方針を固めたことから、1937年（皇紀2597年）に問題点を改修した試作2号機のテストを行い、同年5月には陸軍最初の司令部偵察機、九七式司令部偵察機（キ15-I）として制式採用された。
さらに、エンジンを当初の空冷星型9気筒のハ8（出力750hp）から空冷複列星型14気筒のハ26（出力900hp）に換装して性能向上が試みられた。その結果、最大速度が30km/h向上したほか前方視界も改善されたため、1939年（昭和14年）9月、九七式司令部偵察機二型（キ15-II）として採用した。同年、さらにエンジンをハ102に換装した三型（キ15-III）を試作し、時速530km/hを出したが、本機の後継機として開発中だった一〇〇式司令部偵察機の試作機が高性能を示したため、2機の試作機だけで開発中止となった。生産は1936年から1941年（昭和16年）までで、総生産機数は437機であった。

## 機体形状
本機の開発にあたっては、いかに空気抵抗を減らすかという点に重点が置かれていた。そのため機体のラインは流れるような曲線を基本に設計されており、それまでの日本軍機とは異なったスマートな印象の形状の機体に仕上がっていた。この他、高速性を実現するために機体各所に工夫が施されていた。機体は全金属製で沈頭鋲を全面的に使用し、機体表面を滑らかに仕上げていた。低翼単葉で固定脚だったが、これは主脚を引き込み式にすることによる重量増加を避けたことと主翼をできるだけ薄翼にするための選択であった。主脚には流線型のスパッツを付け空気抵抗を減らすようにしていた。また背の低い風防は、段が出来ることを嫌ってスライド式でなく観音開き式になっていた。
二型は機体構造は一型とほぼ同じだったが、エンジン換装に伴ってカウリング（カウル）が再設計され機首周りがスマートになり、カウルフラップが装備された。一型と二型の外見的な主な違いはこの点で、横から見てカウリングと機首部に段差があるのが一型である。この改修により機体重量は増加したが、離着陸滑走距離が多少短縮された。

## 運用
制式採用後すぐに本機は支那事変に投入され、中国大陸奥地の戦略拠点の偵察に活躍した。その高速性能を生かして、国民党軍のアメリカ製やソビエト連邦製の戦闘機を振り切り陸軍に多くの情報をもたらした。しかし太平洋戦争開戦時においては速度の優位性がなくなり次第に犠牲が増えたため、後続の一〇〇式司偵に主力司令部偵察機の座を譲り、連絡機などに転用され1943年（昭和18年）までには現役を退いた。
本機は民間の高速通信機としても若干数が転用され（後述する神風号もその内の1機）、これらは雁一型・鷹二型通信連絡機の名称で、主に大手新聞社で利用された。

### 海軍での運用
また、長距離高速陸上偵察機の必要性を感じていた海軍も本機に着目し、これを採用する事を計画した。1938年（昭和13年）に瑞星（ハ26）を搭載し艤装を海軍仕様に改めた機体を製作し、1939年に九八式陸上偵察機一一型（C5M1）として制式採用した。続いて1941年、発動機を栄12型（ハ25）空冷複列星型14気筒（出力940hp）に換装したものを九八式陸上偵察機一二型（C5M2）として採用した。これらの機体は、太平洋戦争緒戦に地上基地からの中国大陸や南方地域の偵察に利用された。生産機数は一一型が20機、一二型が30機であった。

## 主要諸元（二型、キ15-II）
- 全長： 8.70 m
- 全幅： 12.00 m
- 全高： 3.34 m
- 翼面積： 20.36 m2
- 自重： 1,592 kg
- 全備重量： 2,189 kg
- エンジン： 三菱 ハ26-I 空冷14気筒星型エンジン 900 hp×1
- 最大速度： 510 km/h（高度4,330 m）
- 上昇時間： 高度5,000 mまで6分49秒
- 実用上昇限度： 11,900 m
- 航続距離： 2,400 km
- 武装： 
  - 7.7 mm旋回機関銃（テ4）×1
- 乗員： 2名

## 神風号

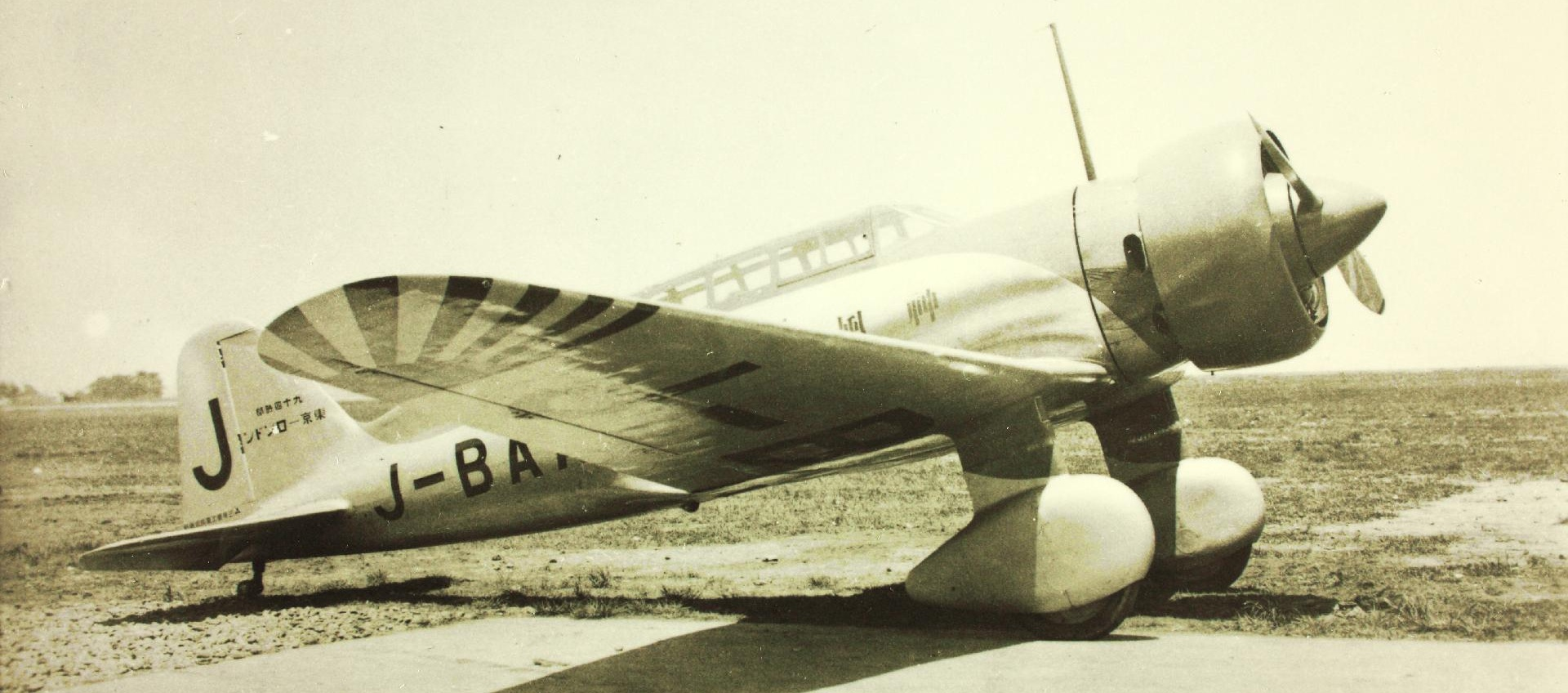
神風号

朝日新聞社は1937年5月12日にロンドンで行われるジョージ6世の戴冠式奉祝の名のもとに、亜欧連絡飛行を計画し、本機の試作2号機を払い下げるよう陸軍に依頼した。当時、日本とヨーロッパを結ぶ定期航空路はなく、また東京からロンドンへの飛行は逆風であり、パリ-東京間100時間を賭けるフランスの試みも失敗を繰り返していた。陸軍からの了承も得て、乗員には飯沼正明操縦士と塚越賢爾機関士が選ばれ、機体愛称は公募50数万通の中から東久邇宮稔彦王によって「神風」が選ばれた。朝日新聞紙上で声援歌も公募され、当選作が日本コロムビアから『亜欧連絡記録大飛行声援歌』（作詞：河西新太郎 作曲：田村虎蔵 編曲：奥山貞吉）としてレコード発売された。機体塗装のデザインは画家の山路真護が担当した。

### 亜欧連絡飛行の経路
最初の4月2日出発時は、悪天候により一度引き返したのち、神風号は1937年（昭和12年）4月6日早暁2時12分4秒に立川飛行場を離陸。台北、ハノイ、ビエンチャン、カルカッタ、カラチ、バスラ、バグダッド、アテネ、ローマ、パリと着陸し、現地時間の4月9日午後、ロンドンに着陸。立川離陸後、距離15,357kmを平均速度300km/h、計94時間17分56秒で飛行し、給油・仮眠をのぞく実飛行時間は、51時間19分23秒であった。デイリー・エクスプレス紙は、4月8日付朝刊のトップに神風号の接近を報じ、ロンドンのクロイドン空港や前経由地のパリのル・ブルジェ空港は人波にあふれ、飯沼操縦士と塚越機関士はフランス政府からレジオンドヌール勲章を受勲した。同じく前経由地イタリアのローマ・リットリオ飛行場でも歓待を受けた。

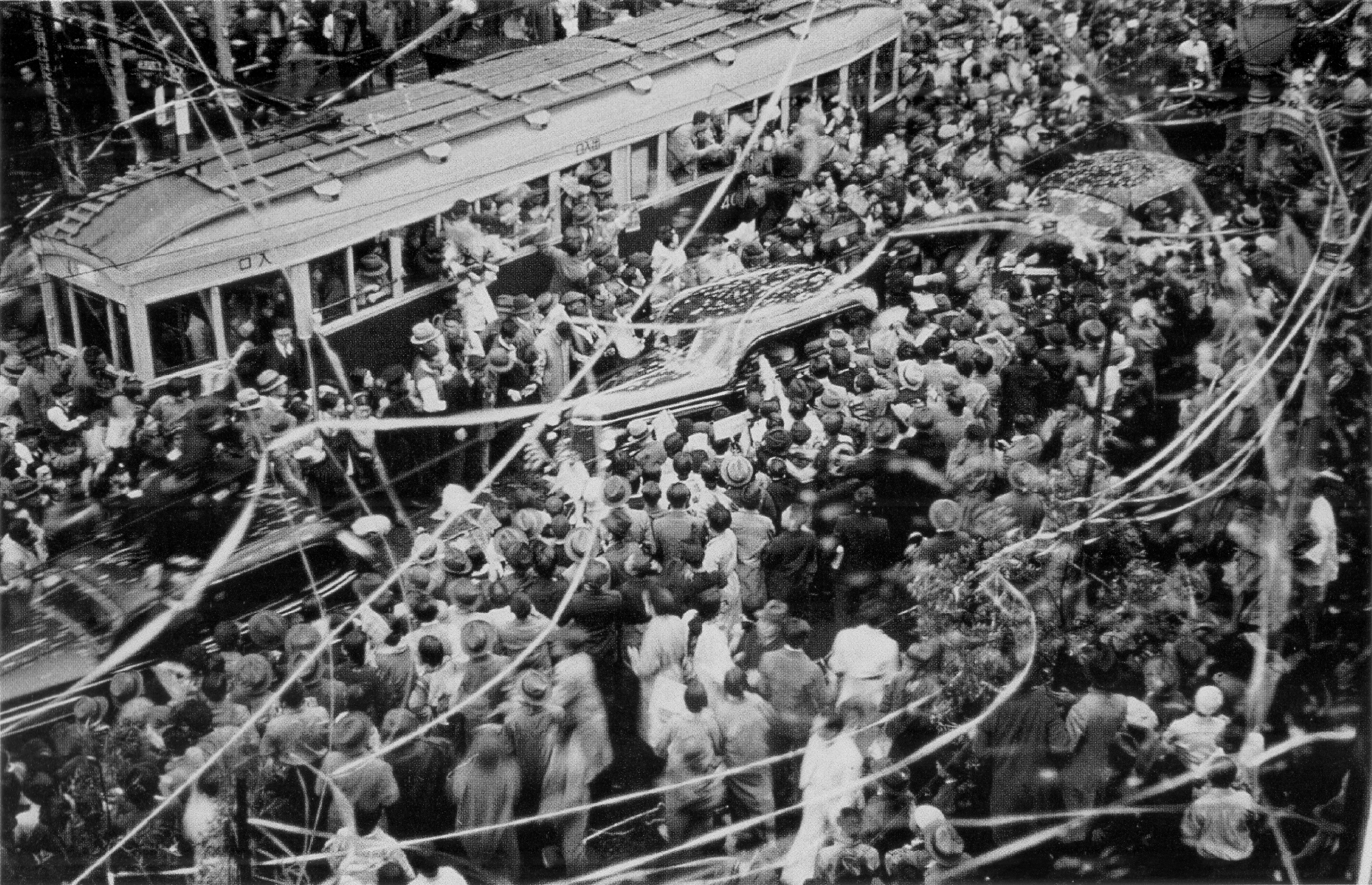
神風号凱旋パレード (1937年、堀野正雄撮影)

神風号は4月12日、折から大西洋航路で到着する秩父宮夫妻を空から迎えたのち、ヨーロッパの各地を親善訪問した。そして5月12日の戴冠式の記録映画を積んで14日にロンドンを離陸し、21日には大阪を経て羽田空港に着陸した。英国のフライト誌は、4月15日号で日本人の飛行士が乗った純日本製の飛行機及び発動機による長距離の世界記録飛行に驚きとともに賛辞を伝えている。神風号の成し得た亜欧横断飛行は、当時世界中が唖然とした偉業だった。また、国産機による初の大飛行に日本国中が沸き、日比谷野外音楽堂では大規模な祝賀会が催され、その模様は『アサヒグラフ』1937年（昭和12年）4月21日号で伝えられた。

### その後の神風号
- 台湾での遭難

連絡飛行から帰還した神風号は朝日新聞社で通信機として使用された。1939年（昭和14年）10月、写真原稿を積んで台北飛行場から福岡に向けて出発したものの久米島付近で強風に遭遇し、台北に引き返すことになる。しかし強風に流されて機位を失い、燃料切れの末台湾最南端の沖合100メートルに不時着。飛行士は帰還したが、同乗の機関士は行方不明になった。引き揚げられた機体はエンジンが波にさらわれており、解体して内地に輸送した。
- 神風記念館

1940年（昭和15年）9月、朝日新聞社と帝国飛行協会はあやめ池遊園地と生駒山上を会場にした『航空日本大展覧』を開催、神風は修復された上で生駒山の「神風記念館」に展示された。会期中の10月には神風記念館、神風寮、航空灯台からなる生駒山航空道場が完成し、大阪電気軌道の生駒山滑空場とともに戦時中の青少年教育に活用された。
- 残存する機体の一部

神風号は戦後米軍により焼却処分されたとされるが、機体の一部とみられる破片が保管されている。破片は朝日新聞の社旗が描かれたジュラルミン片で、2021年に保管していた男性の遺族から三菱重工業に連絡があり寄贈に至った。2024年3月より同社の大江時計台航空史料室で常設展示されている。

### 神風号の僚機
朝日新聞社で使用された三菱雁型通信機は登録記号J-BAAI「神風」のほかにJ-BAAL「朝風」が存在し、同じ塗装が施された。「朝風」は亜欧連絡飛行の帰還時に大阪－東京間のエスコートを務めている。また、1937年（昭和12年）12月には英国から帰朝する秩父宮雍仁親王を奉迎するため姉妹機として「幸風」を新造している。